# Чжу Сяодань
Чжу Сяода́нь (кит. упр. 朱小丹, пиньинь Zhū Xiǎodān; род. в январе 1953), губернатор пров. Гуандун с 2011 года, глава Гуанчжоуского горкома КПК в 2006-2010 гг., член ЦК КПК с 2012 года (кандидат с 2007 года).
Член КПК с 1975 года, член ЦК КПК 18 созыва (кандидат 17 созыва).

## Биография
По национальности хань.
Начал трудовую деятельность в 1971 году в пров. Гуандун на местном заводе музыкальных инструментов, тогда же вступил в комсомол.
В 1977-87 гг. на комсомольской работе в г. Гуанчжоу (столица провинции Гуандун), с 1982 года замглавы, в 1984-87 гг. глава горкома комсомола.
В 1987-91 глава уездкома КПК в пров. Гуандун и одновременно заместитель ответсекретаря Гуанчжоуского горкома КПК.
В 1991-99 завотделом пропаганды и одновременно в 1991-96 гг. завотделом единого фронта Гуанчжоуского горкома КПК.
В 1996-2002 замглавы Гуанчжоуского горкома КПК.
В 2002-2004 зампред Посткома НПКСК пров. Гуандун, в 2002-2003 гг. завотделом единого фронта Гуандунского провинциального парткома, в 2003-2006 завотделом пропаганды Гуандунского провинциального парткома.
В 2006-2010 глава Гуанчжоуского горкома КПК и с 2007 г. председатель ПК СНП города.
С февраля 2010 вице-губернатор, с 4 ноября 2011 года и. о., с января 2012 года губернатор пров. Гуандун (Южный Китай). С 2016 году, покинув должность губернатора, Чжу был назначен заместителем председателя Комитета народного конгресса по финансовым и экономическим вопросам.
Чжу является заместителем члена 17-го Центрального комитета Коммунистической партии Китая, и полноправным членом 18-го Центрального комитета.